# Синтетичний контроль

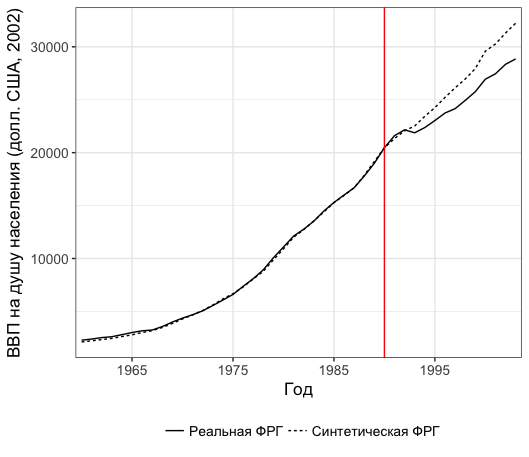
Порівняння реального добробуту жителів ФРН після об'єднання з НДР у 1990 та гіпотетичного, якби об'єднання не відбулося, з опорою на дані інших країн ОЕСР.

Синтетичний контроль (англ. Synthetic control method, SCM) — економетричний метод аналізу даних у рамках причинно-наслідкової моделі Рубіна, що дозволяє проводити каузальну інференцію в порівняльних кейс-стаді. Метод спрямований на оцінення результатів досліджуваного впливу (наприклад, економічної реформи) на прикладі невеликої кількості кейсів за допомогою моделювання їхніх кількісних показників у гіпотетичній ситуації, де впливу не було, на основі обмеженого кола схожих контрольних спостережень за допомогою присвоєння цим змінним певних ваг.

## Формальне виведення
Розглянемо {\displaystyle i}-й регіон, або якийсь інший об'єкт спостереження, причому {\displaystyle i=1,\dots ,J+1}, де {\displaystyle J+1} — число регіонів, серед яких 1 зазнав досліджуваної дії, а інші {\displaystyle J} — ні і є контрольною групою (їх сукупність називають «пулом донорів», англ. donor pool), за період часу {\displaystyle t}, де {\displaystyle t=1,\dots ,T}.

Нехай досліджувана дія відбулася в період {\displaystyle T_{0}+1}, де {\displaystyle 1\leq T_{0}<T}, і тоді {\displaystyle T_{0}} — число періодів до дії. Позначимо відгук показника в регіоні {\displaystyle i} в період часу {\displaystyle t} за відсутності досліджуваної дії через {\displaystyle Y_{it}^{N}}, а за її наявності — {\displaystyle Y_{it}^{I}}. Припустимо, що за {\displaystyle t=1\dots T_{0}}, {\displaystyle Y_{it}^{N}=Y_{it}^{I}}: до настання досліджуваної дії, вона не впливає на відгук у вибраному регіоні. Також припустимо, що дія, яка мала місце в розглянутому регіоні, не впливає на регіони з контрольної групи. Ефект досліджуваної дії позначимо як {\displaystyle a_{it}=Y_{it}^{I}-Y_{it}^{N}} . Оскільки дія має місце тільки в {\displaystyle i=1} і {\displaystyle t>T_{0}}, метою синтетичного контролю є визначення {\displaystyle a_{1t}=Y_{1t}^{I}-Y_{1t}^{N}}, де {\displaystyle Y_{1t}^{I}=Y_{1t}} — власне, показник, що спостерігається в розглянутому регіоні, а {\displaystyle Y_{1t}^{N}} — неспостережуваний відгук, який можна подати як таку факторну модель:
{\displaystyle Y_{it}^{N}=\delta _{t}+{\boldsymbol {\theta }}_{t}\mathbf {Z} _{i}+{\boldsymbol {\lambda }}_{t}{\boldsymbol {\mu }}_{i}+\epsilon _{it},}
де {\displaystyle \delta _{t}} — загальний для всіх регіонів фактор, {\displaystyle \mathbf {Z} _{i}} — вектор спостережуваних, незалежних від дії коваріат, {\displaystyle {\boldsymbol {\theta }}_{t}} — вектор їхніх оцінених для даної вибірки регіонів коефіцієнтів, {\displaystyle {\boldsymbol {\lambda }}_{t}} — вектор неспостережуваних латентних факторів, {\displaystyle {\boldsymbol {\mu }}_{i}} — вектор відповідних їм факторних навантажень і {\displaystyle \epsilon _{it}} — специфічності, або шум. Цю модель можна переписати у вигляді:
{\displaystyle \sum \limits _{j}w_{j}Y_{it}^{N}=\delta _{t}+{\boldsymbol {\theta }}_{t}\sum \limits _{j}w_{j}\mathbf {Z} _{i}+{\boldsymbol {\lambda }}_{t}\sum \limits _{j}w_{j}{\boldsymbol {\mu }}_{i}+\sum \limits _{j}w_{j}\epsilon _{it},}
де {\displaystyle w_{j}} — це {\displaystyle j}-те значення вектора {\displaystyle \mathbf {W} =(w_{2},\dots ,w_{J+1})'}, такого, що {\displaystyle \forall j:w_{j}>0\land \sum \limits _{j}w_{j}=1}. Метод синтетичного контролю полягає у підборі такого набору ваг {\displaystyle ({\tilde {w}}_{2},\dots ,{\tilde {w}}_{J+1})'}, що за {\displaystyle t\leq T_{0}}, {\displaystyle \sum \limits _{j}{\tilde {w}}_{j}Y_{jt}=Y_{jt}} (тобто до дії ваги зберігають спостережуване значення відгуку незмінним) і {\displaystyle \sum \limits _{j}{\tilde {w}}_{j}\mathbf {Z} _{j}=\mathbf {Z} _{1}} (і при цьому ці ваги дозволяють точно моделювати коваріати регіону, що розглядається, через кваріати регіонів контрольної групи).

У літературі показано, що, якщо відхилення специфічностей {\displaystyle \epsilon _{it}} незначні за даного {\displaystyle T_{0}}, розміру періоду до дії, {\displaystyle Y_{1t}^{N}-\sum \limits _{j}w_{j}Y_{it}\to 0}, тобто різниця між модельованим, неспостережуваним відгуком без дії і зваженим, але спостережуваним за його присутності, в таких умовах мізерна. Відповідно, пропонується така оцінка ефекту дії ({\displaystyle a_{it}=Y_{it}^{I}-Y_{it}^{N}}):494-495:
{\displaystyle {\hat {a}}_{1t}=Y_{1t}-\sum \limits _{j}{\tilde {w}}_{j}Y_{jt}}

### Оптимізація алгоритму
З обчислювальної точки зору, розрахунок шуканих ваг пов'язаний із мінімізацією за вектором ваг {\displaystyle \mathbf {W} } норми {\displaystyle \|\mathbf {X} _{1}-\mathbf {X} _{0}\mathbf {W} \|}, де {\displaystyle \mathbf {X} _{1}} — вектор значень коваріатів для досліджуваного регіону до моменту {\displaystyle T_{0}+1}, а {\displaystyle \mathbf {X} _{0}} — матриця значень коваріатів для контрольних регіонів. Незалежно від вибору дослідником додатноозначеної матриці {\displaystyle \mathbf {V} }, оптимізована норма розкривається як {\displaystyle \|\mathbf {X} _{1}-\mathbf {X} _{0}\mathbf {W} \|_{\mathbf {V} }={\sqrt {(\mathbf {X} _{1}-\mathbf {X} _{0}\mathbf {W} )'\mathbf {V} (\mathbf {X} _{1}-\mathbf {X} _{0}\mathbf {W} )}}}:496.
Для того, щоб отримати кінцеве значення {\displaystyle \mathbf {V} }, проводять зовнішню оптимізацію за параметром {\displaystyle \mathbf {V} } з використанням коефіцієнта дисконтування {\displaystyle \beta }, що підвищує вагу недавніх спостережень Цю оптимізацію можна описати так: {\displaystyle \sum \limits _{t=1}^{T}\beta ^{T-t}\left(Y_{1t}-\sum \limits _{j=2}^{J+1}{\tilde {W}}_{j}(V)Y_{jt}\right)^{2}\to min}, де {\displaystyle {\tilde {\mathbf {W} }}} — вектор мінімальних ваг, отриманий на попередньому етапі:616.

### Статистична значущість результатів
Визначення статистичної значущості одержаних оцінок можна провести різними способами. У статті 2003 року, що оцінює вплив тероризму та інших проявів політичного насильства на економіку Країни Басків, розрахований ефект піддали так званому плацебо-тесту (placebo test), що полягав у застосуванні ідентичного алгоритму синтетичного контролю до Каталонії, яка також відома значним сепаратистським рухом, але не мала проблем, пов'язаних із терористичними проявами цього руху.
Плацебо-тести в літературі, яка використовує метод синтетичного контролю, є прикладом непараметричних пермутаційних тестів. Моделювання синтетичного відгуку для всіх контрольних кейсів у вибірці дозволяє в явному вигляді працювати з імовірнісним розподілом і перевіряти нульову гіпотезу про відсутність казуальних ефектів у кейсі. При цьому немає необхідності асимптотично наближати розподіл цих ефектів у контрольних кейсів до того чи іншого розподілу, що робить тести подібного типу пермутаційними.

### Синтетичний контроль як метод передбачення
У літературі запропоновано використовувати синтетичний контроль не лише для оцінки причинно-наслідкових зв'язків, але й для побудови прогнозів. У рамках пілотного дослідження була спроба спрогнозувати економічне зростання в США, однак «пул донорів», використовуваний для отримання ваг, складався вже не з країн зі схожими характеристиками, а з показників економічного зростання з певним часовим лагом:616.

## Синтетичний контроль та інші методи
Синтетичний контроль поєднує елементи інших каузальних статистичних методів: різниці різниць і метчингу.
У порівнянні з різницею різниць синтетичний контроль пропонує упорядкованішу процедуру підбору ваг для спостережень із контрольної групи, використовує більший часовий проміжок перед дією і вимагає в ході підбору ваг максимально можливого наближення характеристик контрольної групи до характеристик досліджуваного об'єкта.
Метод синтетичного контролю має низку спільних рис із лінійною регресією. Так і синтетичний контроль, і регресійний аналіз припускають лінійну комбінацію ваг і змінних (в останньому ваги, як правило, називають регресійними коефіцієнтами), причому сума ваг дорівнює 1. Основною відмінністю є те, що в синтетичному контролі значення цих ваг належать {\displaystyle [0,~1]}, тоді як у регресійному аналізі такого обмеження немає і коефіцієнти практично не інтерпретуються як ваги:498-499. Так контрфактуальну Німеччину з дослідження 2015 року «синтезовано» на підставі подушного ВВП, рівня інвестицій, торговельної відкритості, кількості шкіл і частки промисловості в доданому продукті Австрії (42 %), США (22 %), Японії (16 %), Швейцарії (11 %) і Нідерландів (9 %).
Симуляції показали, що панельний метод Сяо (фіксовані ефекти з ефектами взаємодії) для дослідження каузальних ефектів є менш робастним до зміни в пулі донорів, ніж синтетичний контроль, хоча використання обох підходів дає задовільні результати. Зазначалося, що синтетичний контроль є кращим, якщо дослідник має дані за додаткові часові періоди:1001.

## Застосування
Галузь застосування методу синтетичного контролю охоплює дослідження політики у сфері охорони здоров'я, кримінологія, політичну науку, різні розділи економіки.
У політології синтетичний контроль розглядається як компроміс між конвенціональними кількісними і якісними методами, що дозволяє поєднувати фокус на одному або декількох кейсах зі строгими критеріями їх підбору. За допомогою цього методу вивчалися: об'єднання Німеччини для власне ФРН, наслідки федеративної реформи в Бельгії для витрат на соціальне забезпечення.
У географії синтетичний контроль використовують у дослідженнях антропогенних ландшафтів (у рамках розгляду земельних систем):513.

## У статистичних пакунках
Існують пакунки статистичного програмного забезпечення для аналізу даних за допомогою методу синтетичного контролю. Для мови R розроблено пакунок Synth.